# Movimento Guineense para o Desenvolvimento
O MGD (oficialmente Movimento Guineense para o Desenvolvimento) é um partido político da Guiné Bissau.